# Les Alliés
Les Alliés is een gemeente in het Franse departement Doubs (regio Bourgogne-Franche-Comté) en telt 107 inwoners (2009). De plaats maakt deel uit van het arrondissement Pontarlier.

## Geografie
De oppervlakte van Les Alliés bedraagt 5,1 km², de bevolkingsdichtheid is dus 21 inwoners per km². De gemeente grenst in het oosten aan Zwitserland.

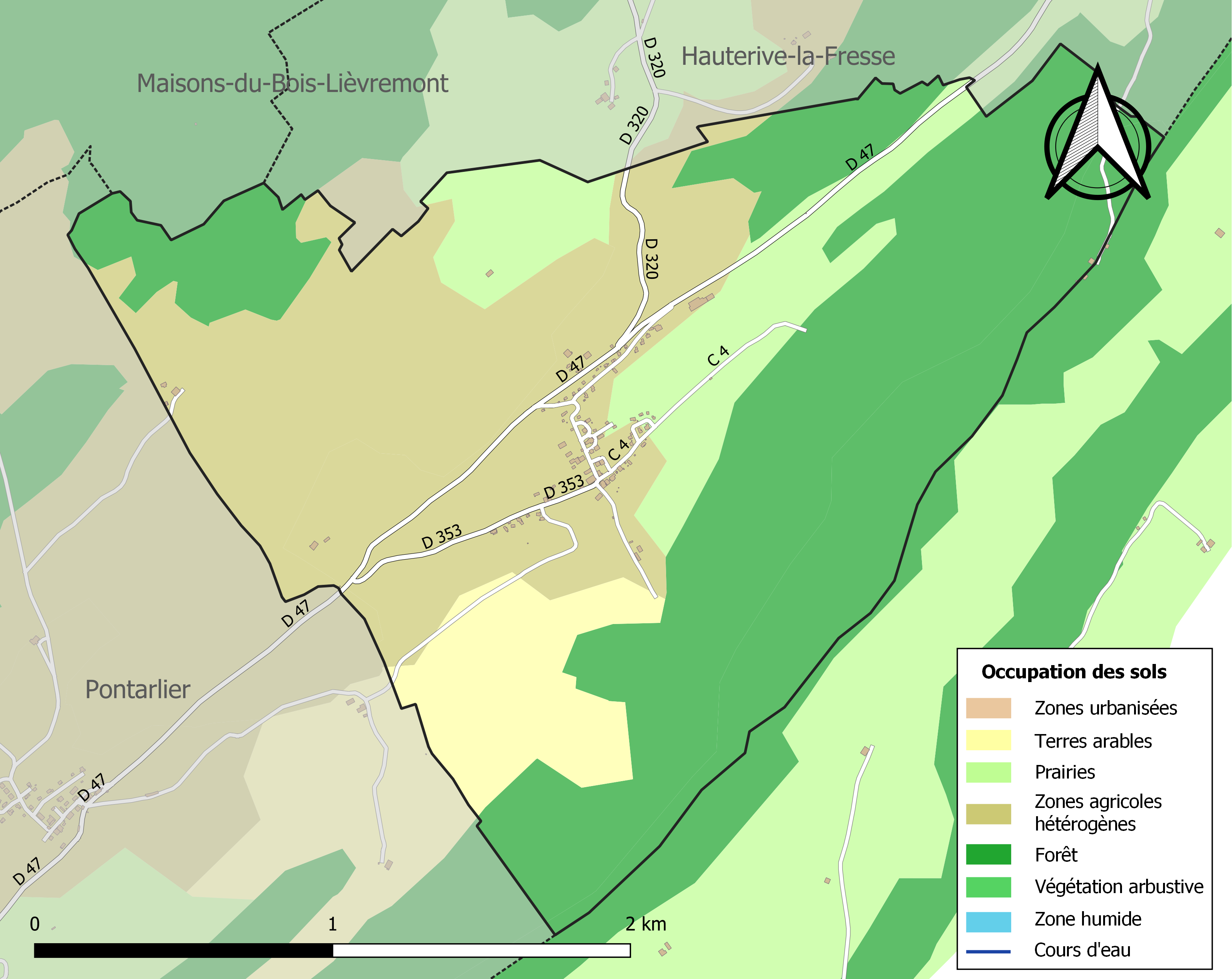
Kaart van de gemeente met de belangrijkste infrastructuur, bodemgebruik en omliggende gemeenten

## Demografie
Onderstaande figuur toont het verloop van het inwonertal (bron: INSEE-tellingen).